# NGC 7041
NGC 7041 is een elliptisch sterrenstelsel in het sterrenbeeld Indiaan. Het hemelobject werd op 7 juli 1834 ontdekt door de Britse astronoom John Herschel.

## Synoniemen
- ESO 235-82
- AM 2113-483
- PGC 66463